# 中滩站
中滩站是位于内蒙古自治区乌海市海勃湾区的一个铁路车站，邮政编码16005。车站建于1989年，有包兰铁路经过该站，现不办理客货运业务，车站及其上下行区间均为电气化区段。车站距离包头站368公里，隶属呼和浩特铁路局，是五等站。